# Dom von Wiener Neustadt

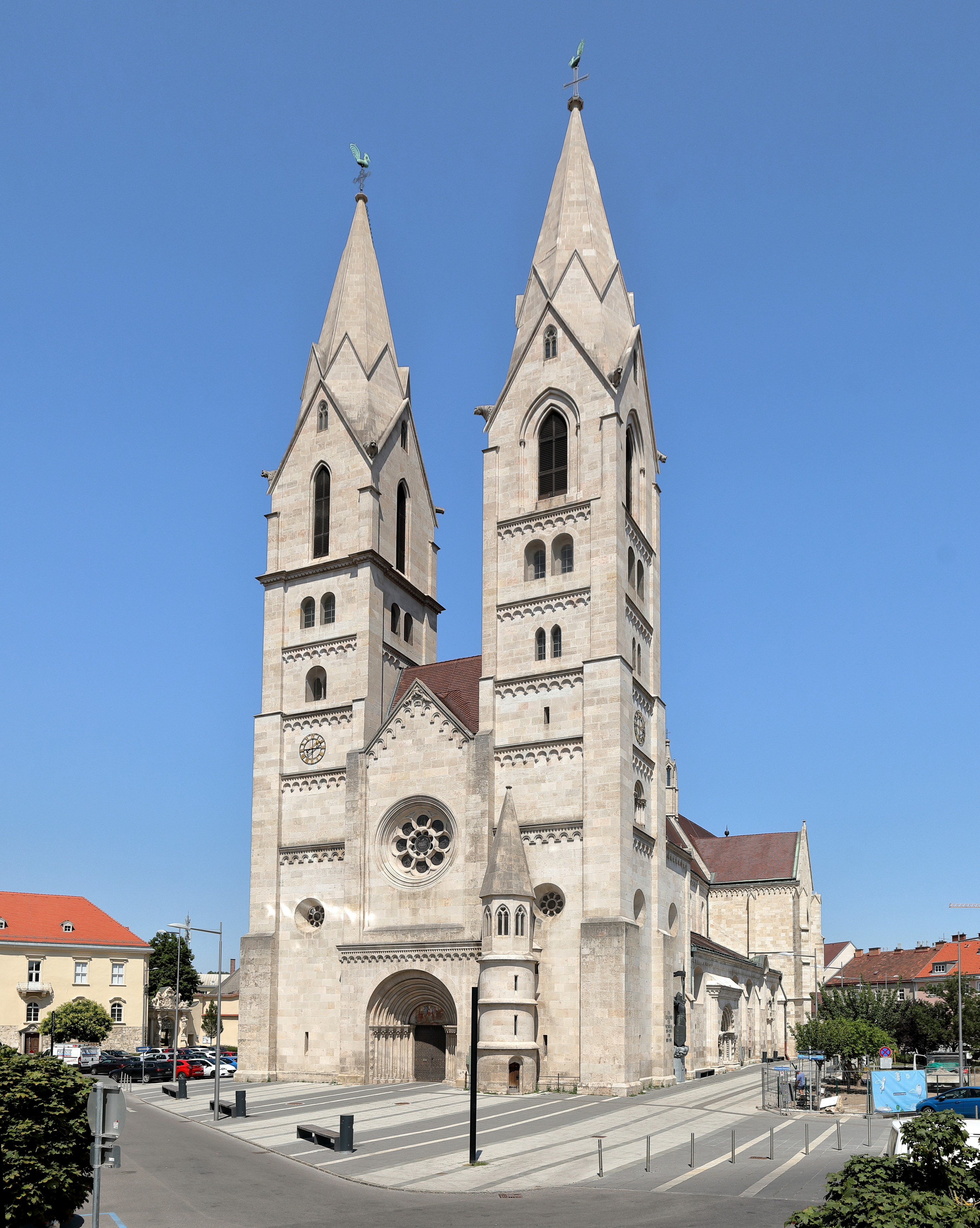
Dom von Wiener Neustadt

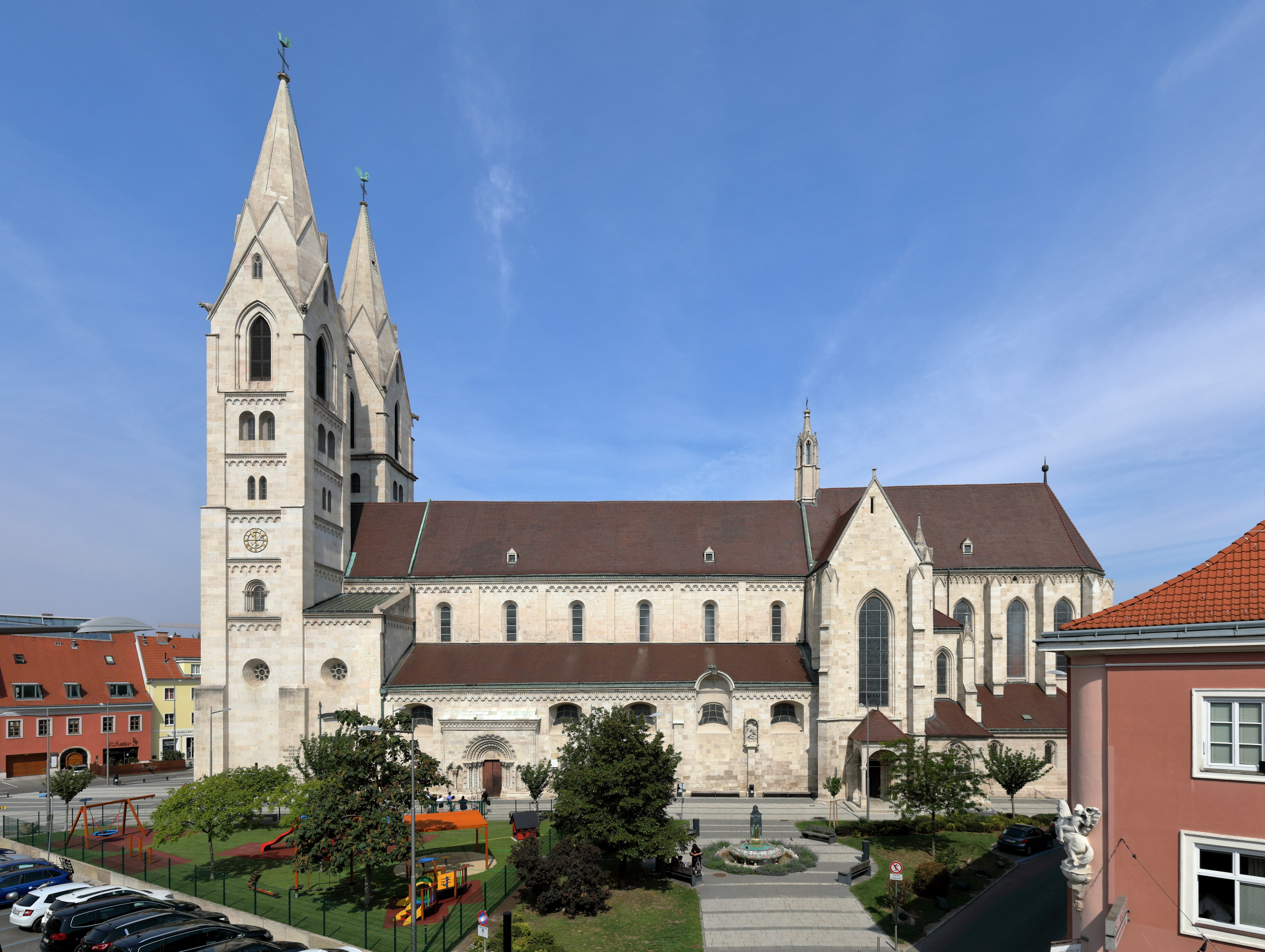
Südostansicht des Domes

Der Dom von Wiener Neustadt (auch Liebfrauendom) ist ein im Kern spätromanisches Bauwerk in Wiener Neustadt in Niederösterreich.
Der römisch-katholische Dom, damals noch Pfarrkirche, wurde 1279 dem Patrozinium der Hl. Jungfrau Maria und des Hl. Rupert unterstellt. Von 1468 bis 1785 war er Kathedrale des Bistums Wiener Neustadt.
Bei der Gründung der Stadt gehörte Wiener Neustadt zum Herzogtum Steiermark und somit zum Erzbistum Salzburg, weshalb die Kirche das Patrozinium des Hl. Rupert erhielt.
Seit 1990 ist Wiener Neustadt ein Titularbistum.
Der Dom ist Pfarrkirche der Propsteipfarre Wiener Neustadt im Dekanat Wiener Neustadt im Vikariat Unter dem Wienerwald der Erzdiözese Wien. Die Kirche steht unter Denkmalschutz (Listeneintrag).

## Geschichte

### Lage und Orientierung
Die Lage und Orientierung des Domes ist Teil der mittelalterlichen Stadtplanung. Seine Achse (Langhaus) schneidet die Nord- und Westseite genau in der Mitte und zeigt dorthin, wo am Pfingstsonntag (24. Mai 1192) die Sonne aufgegangen ist. Dieser Termin entspricht dem Tag, an dem Herzog Leopold V. durch Kaiser Heinrich VI. mit der Steiermark belehnt worden ist. So wurde dieses Ereignis im Grundriss der Stadt verewigt. Ein Jahr später, am Pfingstsonntag 1193 (16. Mai), wurde der Chor ebenfalls nach der aufgehenden Sonne orientiert und der Grundriss des Domes vom Portalpunkt P aus abgesteckt. Die Lage des Portalpunktes wurde als Schnittpunkt zweier Geraden definiert, und zwar der Achse Langhaus mit der Verbindungslinie zwischen dem Absteckpunkt der Stadt A am Hauptplatz und dem NW-Eckpunkt der Stadt (Reckturm). Die Punkte A und P sind heute durch beschriftete Metallmarken lagetreu kenntlich gemacht. Durch die unterschiedlichen Orientierungstage erklärt sich der auffällige Achsknick im Dom zwischen Langhaus und Chor, der nach Süden zeigt. Er wurde bei der Errichtung des gotischen Chores als „heilige Linie“ vom romanischen Bau übernommen.

### Geschichte des Gebäudes
Im Jahre 1207 wurden die führenden Pfarrrechte der Mutterpfarre der Pfarrkirche Lanzenkirchen hl. Nikolaus in Lanzenkirchen nach Wiener Neustadt übertragen. Etwa zur gleichen Zeit begann der Bau der Pfarrkirche, die ursprünglich aus dem heutigen Langhaus und den Westtürmen bestand. Anstelle der romanischen Apsis wurde im 14. Jahrhundert ein Querschiff und ein Chor im gotischen Stil errichtet. Außerdem wurde die Sakristei angebaut. Ende des 15. Jahrhunderts wurde der Dom mit lebensgroßen Holzstatuen der 12 Apostel ausgestattet, die traditionell Lorenz Luchsperger zugeschrieben wurden. Ein bemerkenswertes Modell dieser Apostelgruppe ist in der Pfarrkirche Hausmannstätten erhalten.
Von 1588 bis 1630 war Melchior Khlesl Administrator des Bistums Wiener Neustadt. Er stiftete die frühbarocke Kanzel. Der spätbarocke Hochaltar mit dem Hochaltarbild von Gian Domenico Cignaroli, das die Himmelfahrt Mariens darstellt, wurde 1776 eingeweiht.
Im Jahr 1870 wurde der südlich des Domes stehende romanische und gotische Karner Wiener Neustadt hl. Michael abgetragen.
Nach mehreren Erdbeben wurden die 64 Meter hohen Türme im 19. Jahrhundert baufällig. 1886 wurden sie abgetragen und nach den alten Plänen unter der Leitung des Wiener Architekten Richard Jordan von 1892 bis 1899 wieder aufgebaut.
Beim Erdbeben vom 16. April 1972 Vormittag (EMS = 7) mit einem Epizentrum unter Seebenstein fielen während einer Messe Mauerteile herab. Es wurde jedoch niemand verletzt.
Von 1975 bis 1999 wurde der gesamte Dom zunächst innen unter Bischof Florian Kuntner, dann außen unter Dompropst Heinrich Hahn vollständig renoviert.

### Brand 2012
Am 6. März 2012 brach aufgrund von Brandstiftung in einer Seitenkapelle (ehemalige Taufkapelle) durch einen 15-Jährigen ein Feuer aus, welches einen alten Betstuhl, die in der Kapelle abgestellte Erntekrone sowie eine Weihnachtskrippe völlig zerstörte. Der Feuerwehr gelang es, ein Übergreifen der Flammen auf den Dachstuhl zu verhindern. Durch die starke Rauchentwicklung und den Löschwassereinsatz wurde der Dom stark in Mitleidenschaft gezogen. Der Schaden in der Kirche belief sich auf mehr als eine Million Euro, so musste unter anderem die gesamte Domorgel in die kleinsten Einzelteile zerlegt und gesäubert werden. Für die Sanierungsarbeiten war der Dom für sechs Monate gesperrt, als Ersatzort diente in dieser Zeit die Vorstadtkirche St. Leopold.
Am 20. April 2012 wurde bekannt, dass der 15-jährige Brandstifter gefasst wurde. Bei der Gerichtsverhandlung leugnete der Angeklagte jedoch die Brandstiftung. Am 21. November 2012 wurde der Jugendliche zu 20 Monaten bedingter Haft verurteilt.

### Seelsorge
Mit 1. September 2020 wurde Franz Xaver Brandmayr Dompropst von Wiener Neustadt. Er folgte Karl Pichelbauer nach, der in den Ruhestand trat.

## Architektur

### Äußeres
Der Dom steht ungefähr in der Diagonale des im Wesentlichen rechteckigen Domplatzes (zur Ausrichtung siehe oben). An das Westwerk mit den beiden romanischen Türmen und dem Emporengeschoß schließt sich das romanische Langhaus an. Nach den beiden Querschiffarmen folgt im Osten der gotische Chor. Über der Vierung erhebt sich ein spätgotisches Vierungstürmchen.

#### Westwerk
Das Westwerk wird von den beiden Türmen, die 1886 wegen Baufälligkeit abgetragen und von 1892 bis 1899 dem vorherigen Zustand weitestgehend entsprechend wieder aufgebaut wurden, und der dazwischen gelegenen Fassade gebildet. Die Türme sind durch Rundbogenfriese gegliedert, haben mächtige Eckstreben, kreisrunde Maßwerkfenster im Erdgeschoß, Biforenfenster sowie Spitzbogenöffnungen in den Glockengeschoßen und tragen achtseitige Spitzhelme. Dem südlichen Turm ist an der Westseite ein kleiner Wendeltreppenturm mit steilem Spitzhelm aus dem dritten Drittel des 13. Jahrhunderts vorgestellt.
Das Portal ist als rundbogiges profiliertes Trichterportal ausgeführt. Den darüber gelegenen Tympanon nimmt die Kopie eines Wandgemäldes der thronenden Maria mit dem Jesuskind ein (das Original aus der Mitte des 13. Jahrhunderts wurde abgenommen und befindet sich im Stadtmuseum). In der oberhalb davon gelegenen, durch einen Rundbogenfries abgeteilten Giebelwand sitzt eine große zentrale Fensterrosette.
Östlich der Türme schließt sich das Emporengeschoß an, das bis zur Dachtraufe des Mittelschiffs reicht; es ist in gleicher Art wie das erste Turmgeschoß mit einem Kreisfenster gestaltet.

#### Langhaus
Das als Basilika ausgeführte Langhaus datiert aus der ersten Hälfte des 13. Jahrhunderts. Das Mittelschiff ist mit Gliederung durch Lisenen, Zahnschnitt- und Rundbogenfriese sowie schmale Rundbogenfenster romanisch gestaltet und mit einem hohen Satteldach versehen. Die Seitenschiffe sind durch flache Strebepfeiler sowie Friese gegliedert und tragen Pultdächer; unterhalb der Traufe wurden 1755 kartuschenartige barocke Fenster in tiefen segmentbogigen Nischen eingesetzt, welche jeweils im zweiten Joch die Dachtraufe durchbrechen und mit Kalotten abgeschlossen sind. Jeweils im fünften Joch befindet sich auf beiden Seiten ein romanisches gestuftes Portal in einem seichten Vorbau, wobei das südliche (das so genannte Brauttor) besonders reich gestaltet ist.
An der südlichen Wand des Langhauses befindet sich links vom Brauttor ein Denkmal für die Gefallenen der beiden Weltkriege in Form eines monumentalen Standbildes eines Kreuzritters, geschaffen von Josef Krippel 1930/31. Rechts vom Brauttor ist als Spolie eine Inschriftenplatte eingearbeitet, die sich ursprünglich über dem Tor des 1776 aufgelassenen Friedhofs am St.-Michaels-Karner befunden hatte. Am dritten Joch ist ein Epitaph aus rotem Marmor für die 1671 in Wiener Neustadt hingerichteten kroatischen Magnaten Petar Zrinski und Fran Krsto Frankopan angebracht – das einzige Grabdenkmal, das 1885 nicht ins Innere des Doms transferiert wurde. Zwischen erstem und zweitem Joch befindet sich die Skulptur einer spätgotischen Ölbergszene unter einem spätgotischen Baldachin (aus der zweiten Hälfte des 15. Jahrhunderts).

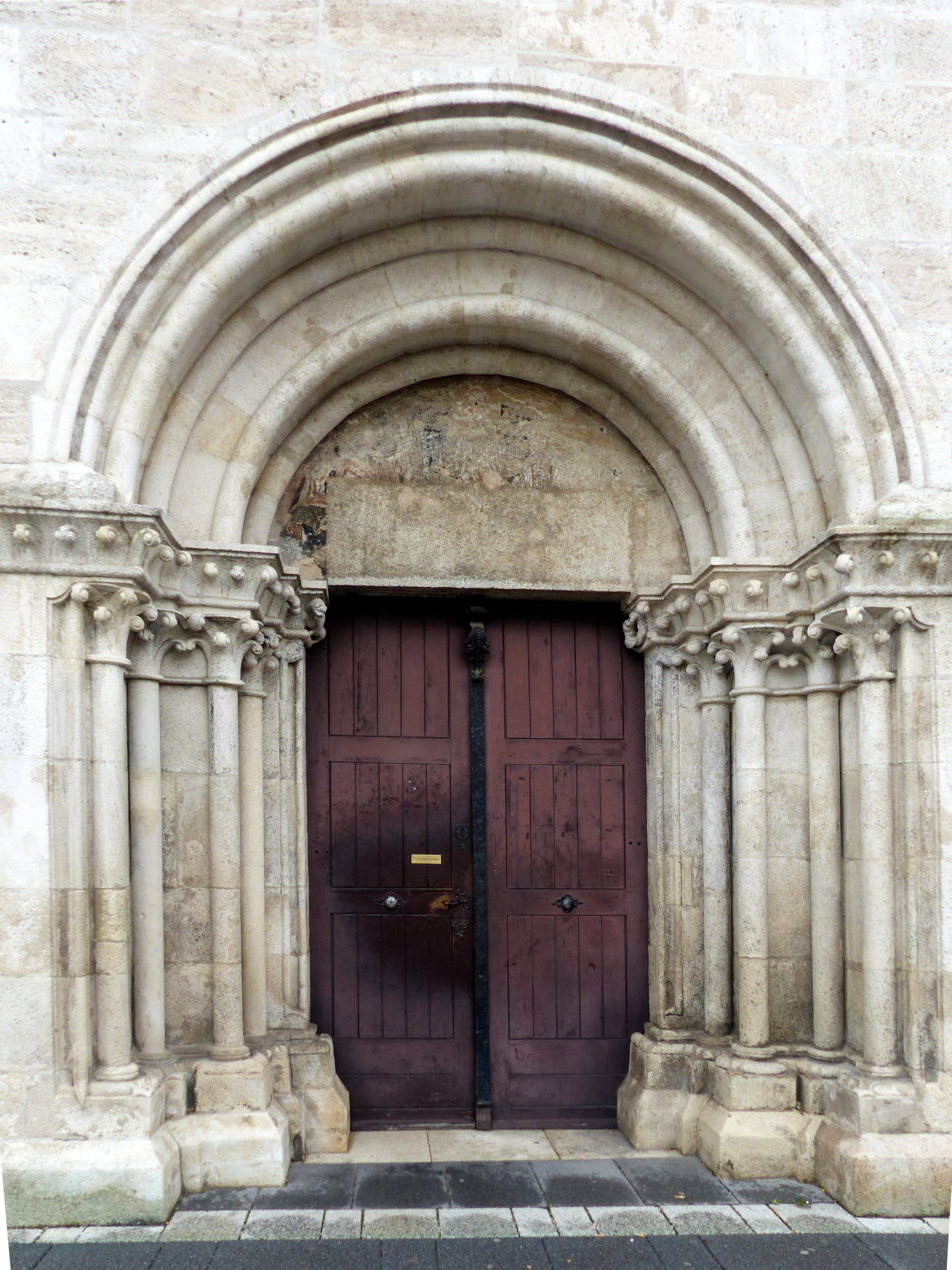
Nordportal
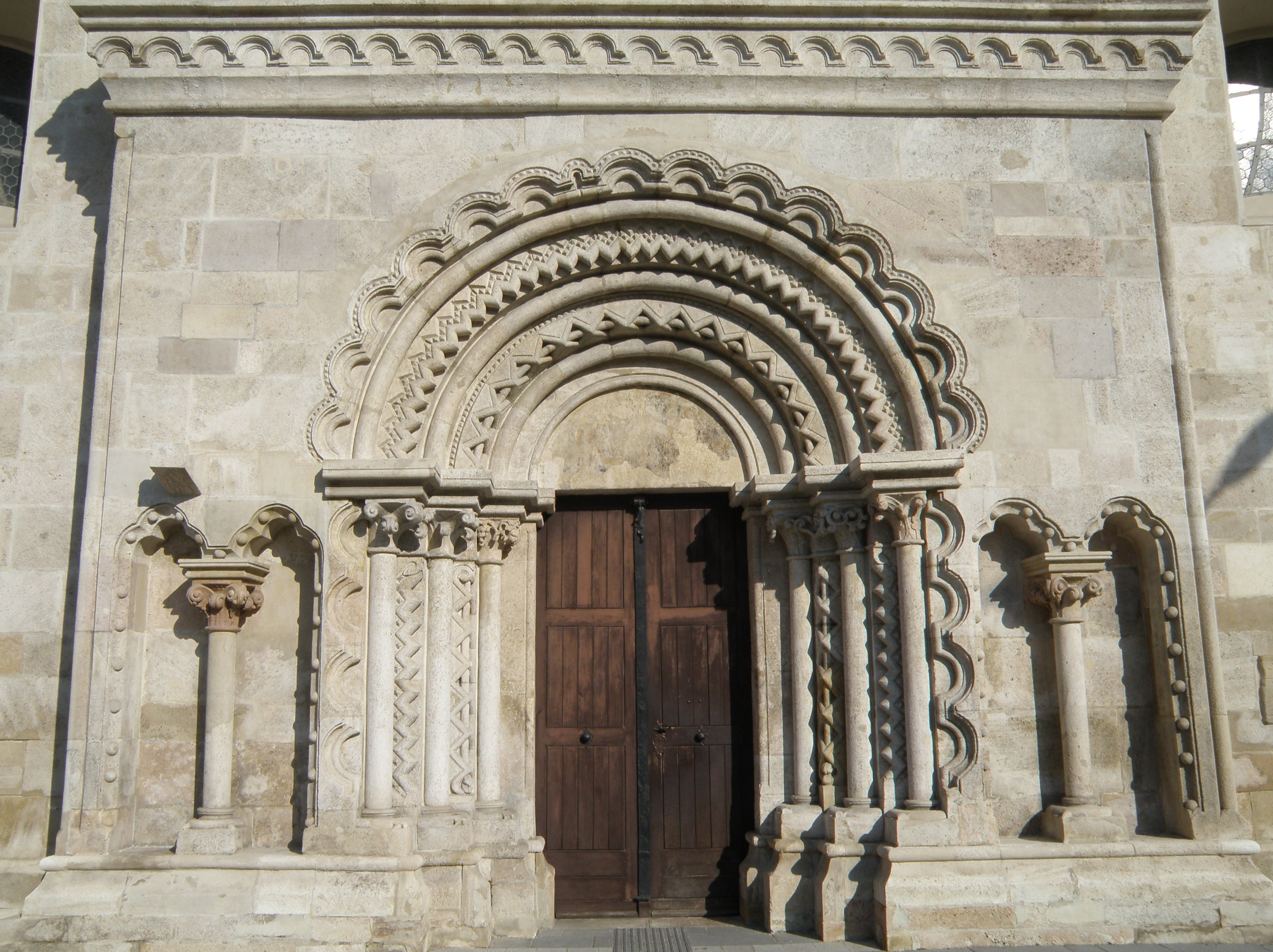
Südportal (Brauttor)
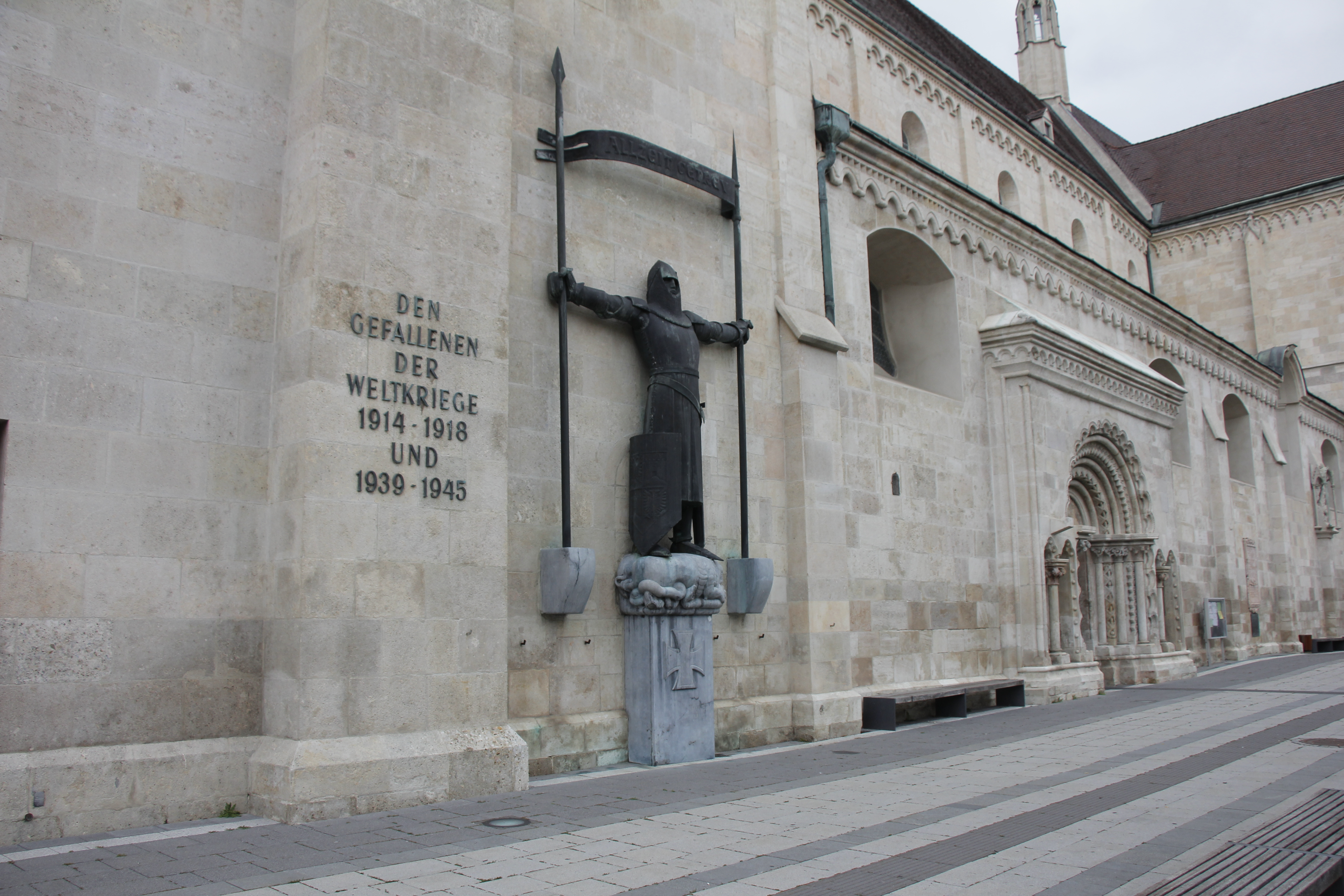
Kriegerdenkmal
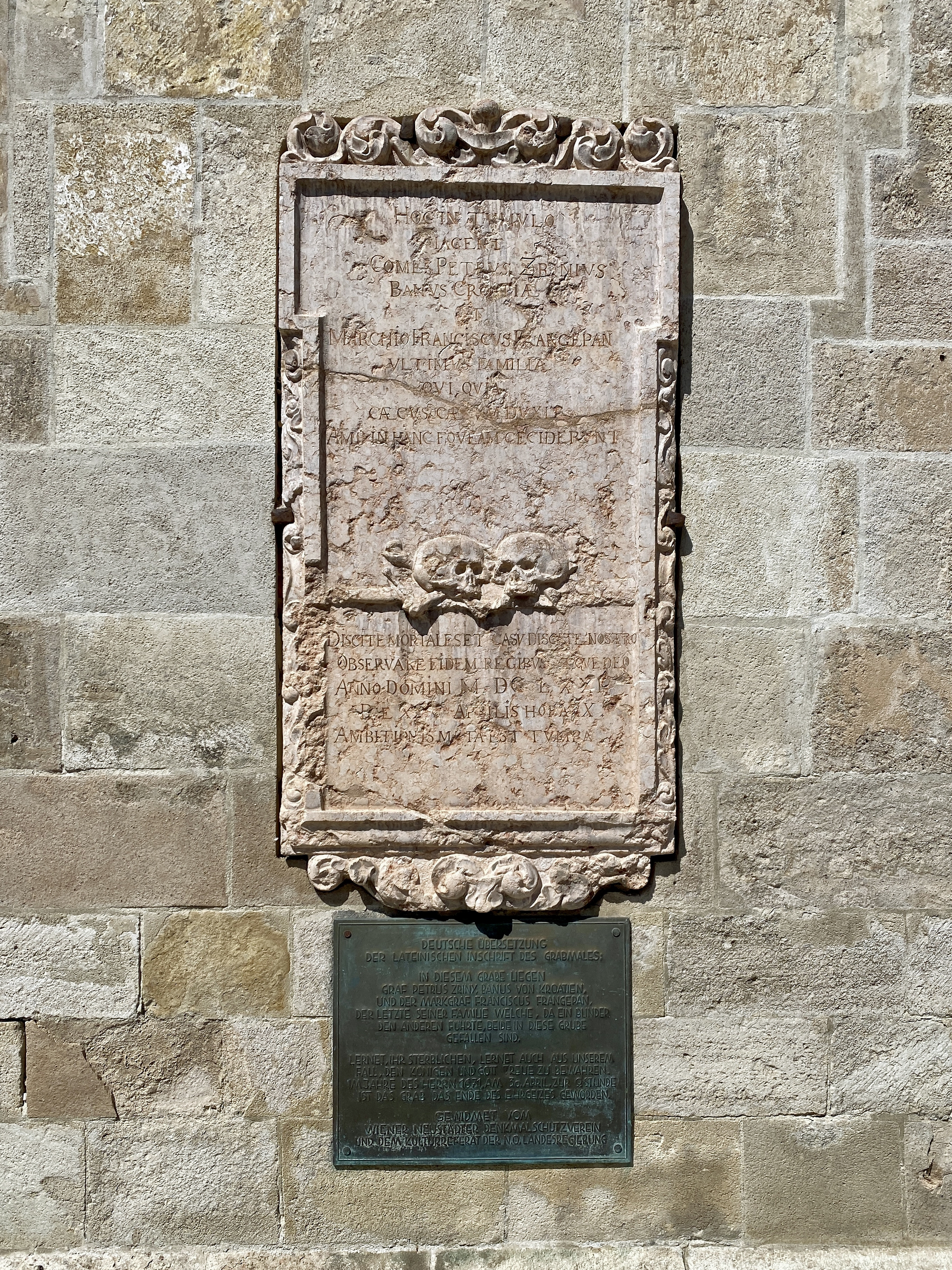
Epitaph für Zrinski und Frankopan
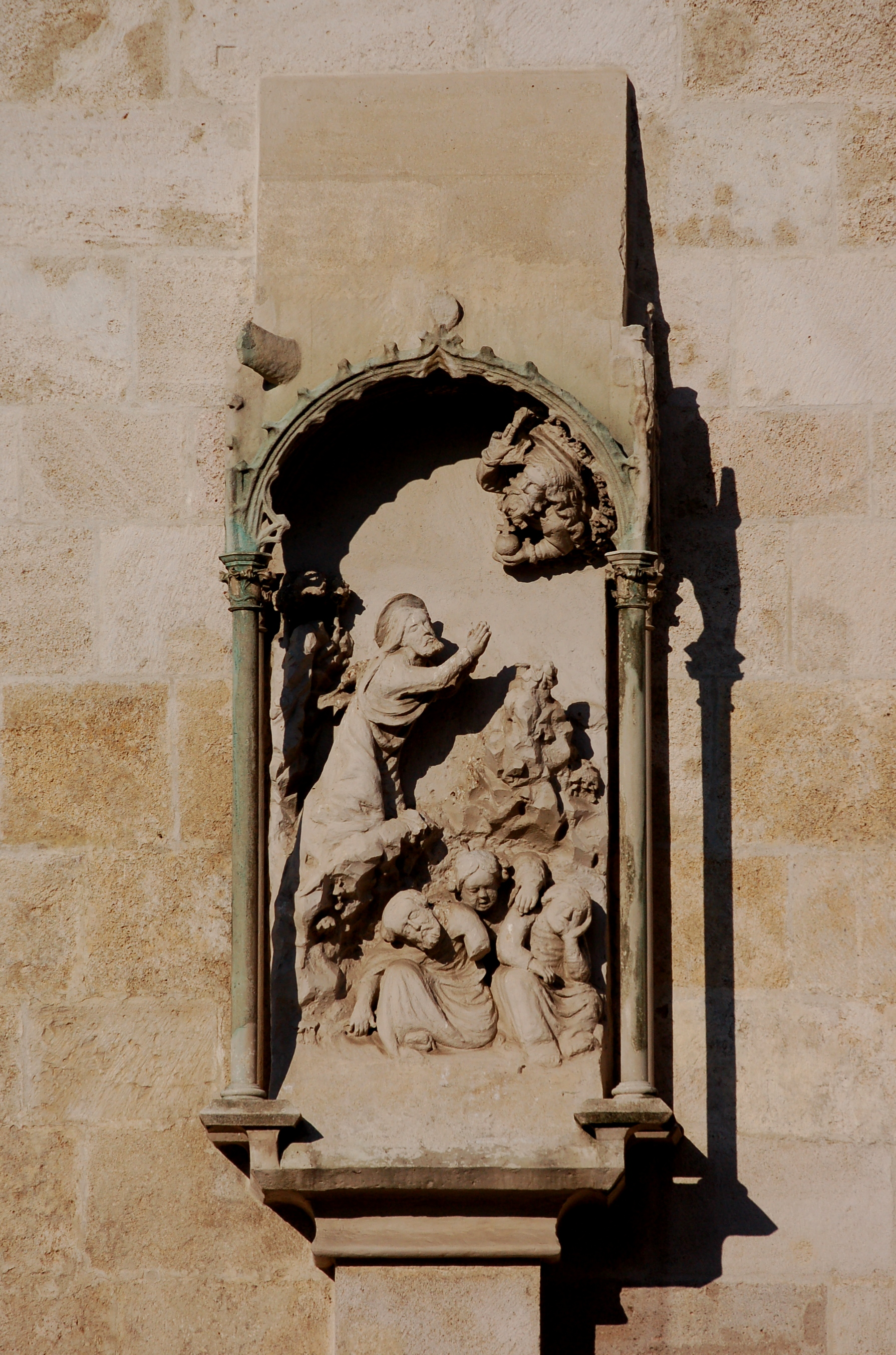
Ölberggruppe an der Südwand

#### Querschiff
Das schmale Querschiff stammt aus dem ersten Viertel des 14. Jahrhunderts. Es ist gleich hoch wie das Mittelschiff und trägt ein Satteldach. Die Fassaden sind durch Friese und, an den Giebelfronten, flankierende schmale Strebepfeiler gegliedert. In den Giebelfassaden befinden sich auf beiden Seiten seichte spitzbogige Trichterportale und darüber ein hohes Spitzbogenfenster. Dem südlichen Portal ist eine Renaissance-Portalvorhalle in Form eines Baldachins mit Rundbogenarkaden und Sternrippengewölbe vorgestellt. 
An der Ostwand des südlichen Querschiffarms ist ein halbrunder spätgotischer Wendeltreppenturm angebaut, der bis zur Dachtraufe reicht.
An der Westseite des nördlichen Querschiffs befindet sich ein stark verwittertes spätgotisches Relief (bezeichnet 1482), ebenfalls eine Ölbergszene.
Über der Vierung steht ein spätgotisches sechsseitiges zweigeschoßiges Türmchen (erbaut 1482) mit einem spitz zulaufenden sechsteiligen Helm.

#### Chor

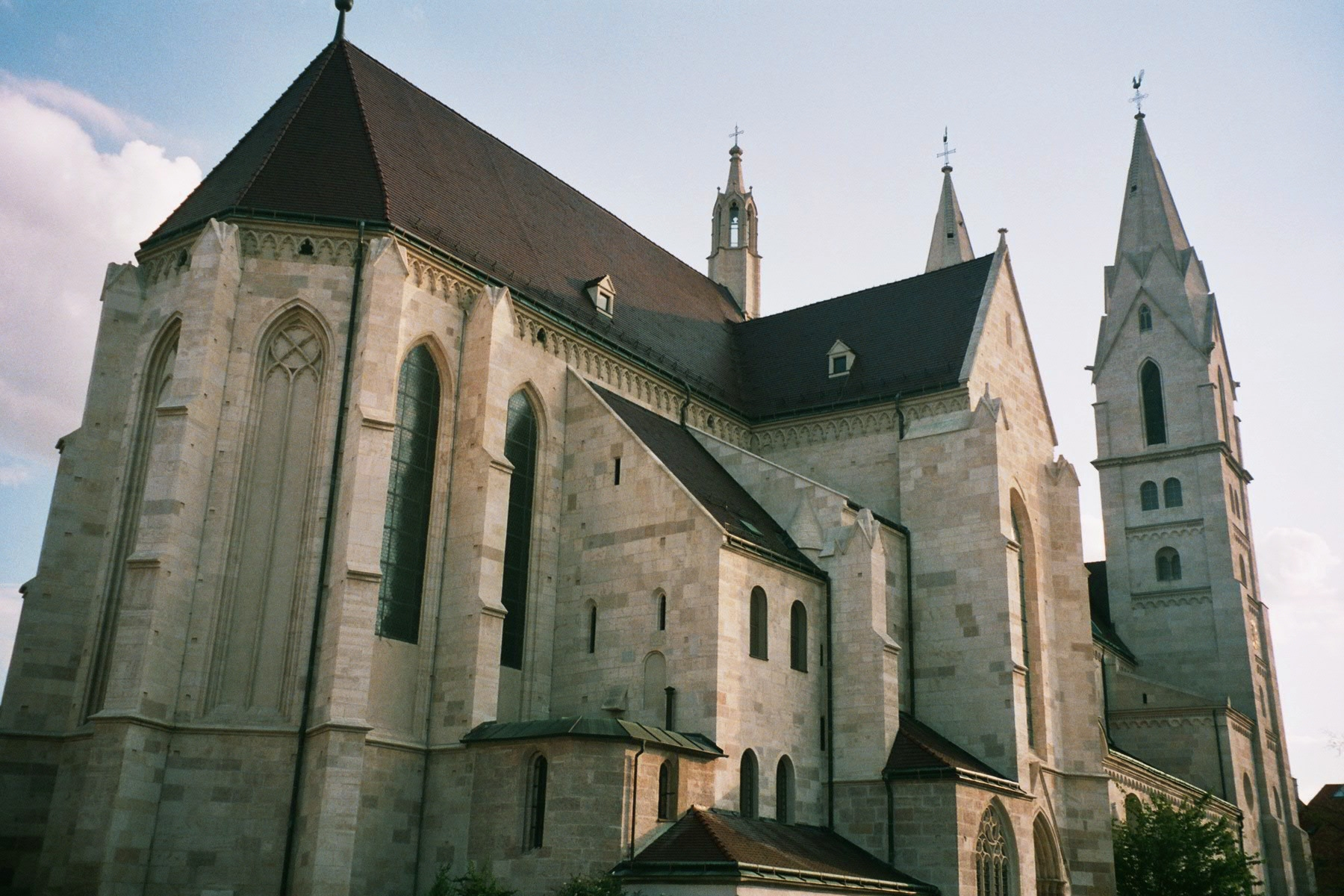
Chor, Querschiff und Vierungstürmchen (Ansicht von Nordosten)

Der dreijochige Chor wurde ebenfalls im ersten Viertel des 14. Jahrhunderts erbaut, trägt ein Halbwalmdach und ist als 5/8-Polygon ausgeführt. Er weist hohe schmale Spitzbogenfenster auf, von denen um 1770 die im Polygon gänzlich, jene in den Seitenwänden teilweise zugemauert wurden. In den Chorwinkeln schließen korrespondierende einjochige Nebenchöre mit Spitzbogenfenstern an. Seitlich an den Nebenchören sind auf beiden Seiten Kapellen mit Halbwalmdach und einem großen Maßwerkfenster angebaut; die nördliche (so genannte Taufkapelle) ist mit 1486 bezeichnet, die südliche, dem heiligen Franz von Assisi geweihte stammt aus den 1520er Jahren. 
An der Nordseite ist zwischen den Strebepfeilern des Chors die zweigeschoßige Wintersakristei angebaut; ein eingemauerter Stein trägt die Inschrift „AEIOV 1447“. Daran schließt sich die eingeschoßige Sommersakristei an.
An der Südseite ist an den Chor die Silbersakristei (bezeichnet 1491) angebaut.

### Innenraum

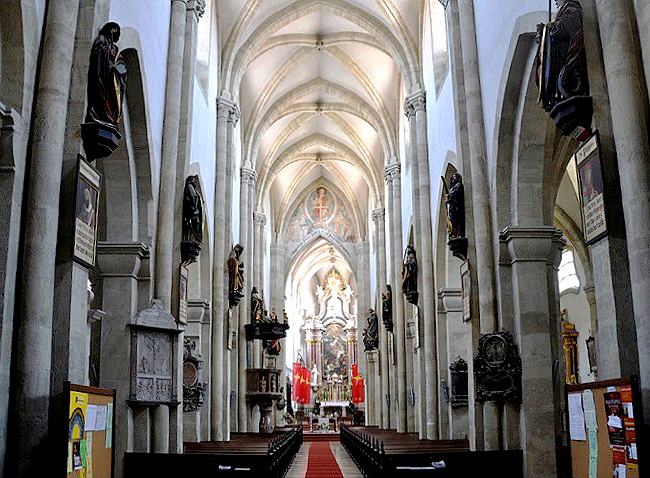
Blick aus dem Mittelschiff zum Chor, bedingt durch den Achsknick Pfingstsonntag 1193 (16. Mai) ist der Hochaltar nach rechts verschoben sichtbar

Das Langhaus aus der Übergangszeit von der Spätromanik zur Frühgotik ist eine siebenjochige, dreischiffige Basilika mit einem schmalen hohen Mittelschiff sowie Seitenschiffen, die bis zur halben Höhe des Mittelschiffs reichen. Das Mittelschiff öffnet sich in spitzbogigen Arkaden zu den Seitenschiffen; es ist durch tief eingeschnittene rundbogige Obergadenfenster belichtet und durch ein Kreuzrippengewölbe zwischen massiven Gurten gedeckt. Die Seitenschiffe weisen ebenfalls Kreuzrippengewölbe zwischen spitzbogigen Gurtrippen auf. Die Empore im Westen reicht über alle drei Schiffe, ist bis zum Gewölbescheitel hochgemauert und gegen das Mittelschiff durch einen breiten gedrückten Spitzbogen, gegen die Seitenschiffe durch Biforenfenster geöffnet.
Das schmale Querschiff ist durch ein sechsteiliges Birnstab-Rippengewölbe eingedeckt.

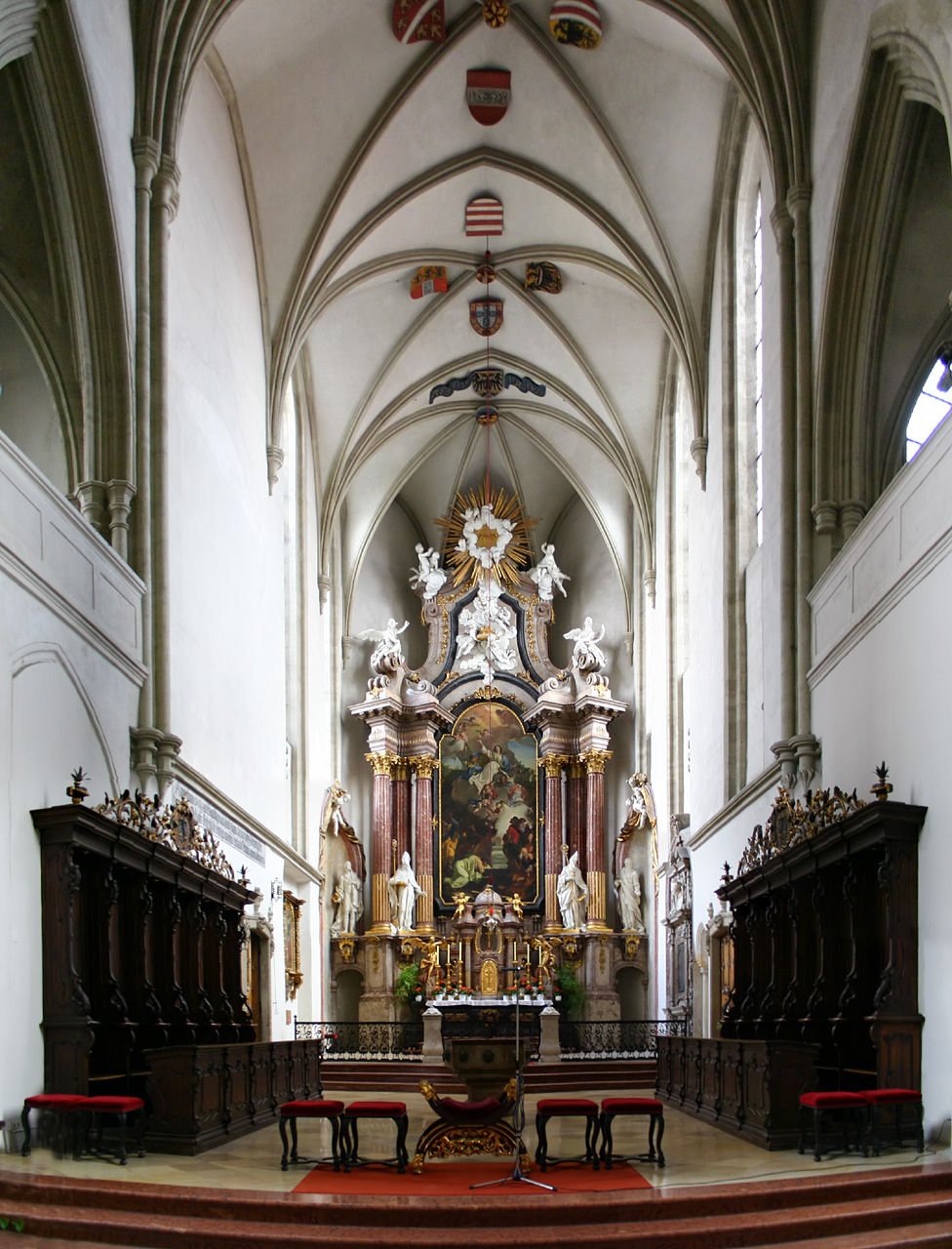
Chor mit Hochaltar

Der hochgotische Langchor weist drei Joche und einen 5/8-Schluss auf. Die Schlusssteine des Gewölbes sind reliefiert und farbig gestaltet mit Darstellungen des Lamm Gottes sowie der segnenden Hand Christi. In den Gewölbeflächen ließ Kaiser Friedrich III. elf hölzerne Wappenschilde anbringen (auf seitlichen Spruchbändern bezeichnet „AEIOV/1467“). In der so genannten Habsburgergruft im zweiten Joch des Chors sind fünf früh verstorbene Kinder Herzogs Ernst des Eisernen bestattet.
Die flankierenden, flach geschlossenen Nebenchöre tragen sechsteilige Rippengewölbe mit floralen Schlusssteinen. Durch spätgotische Emporen, die Peter Pusika zugeschrieben werden, wurden sie 1449 waagrecht unterteilt, von denen die linke Hofempore und die rechte Orgelempore bezeichnet wird. Die Bogenzwickel und Brüstungen sind mit reichem Blendmaßwerk gestaltet. An der Brüstung der Hofempore finden sich die die Bezeichnung „AEIOV 1449“ und in den Bogenzwickeln zwölf Wappenschilde der habsburgischen Länder. Unterhalb der Emporen entstanden links die Gnadenkapelle und rechts die Johannes-Nepomuk-Kapelle.
An die Seitenchöre schließen Kapellenanbauten an, im Norden die Taufkapelle, im Süden die Franz von Assisi geweihte Kapelle. Während das spätgotische Sternrippengewölbe der Taufkapelle im 19. Jahrhundert abgetragen und 1957 durch eine Renaissance-Holzbalkendecke ersetzt wurde, besitzt die Franz-von-Assisi-Kapelle ein reiches Sterngewölbe aus kurvigen Rippen.
Die Nordsakristei besteht aus der hochgotischen Wintersakristei und der spätgotischen Sommersakristei. Erstere ist ein zweigeschoßiger Bau mit einem achtseitigen Rippengewölbe im Erdgeschoß, in dem sich auch ein hochbarockes marmornes Wasserbecken befindet, während das Obergeschoß modernisiert ist. Die Sommersakristei hat ein zweijochiges Kreuzrippengewölbe und kleine Spitzbogenfenster. Die im Süden an den Chor in drei Wandnischen zwischen den Wandstrebepfeilern angebaute Silbersakristei besitzt ein reiches Rautensterngewölbe. An die Ostwand ist die Inschrift „1491“ gemalt.

#### Wandmalerei
An der Ostwand des Chorpolygons befindet sich in einer spitzbogigen Sessionsnische eine Kreuzigungsgruppe aus der zweiten Hälfte des 14. Jahrhunderts und im zweiten nördlichen Chorjoch eine Stifter-Inschrift Kaiser Friedrichs III. mit der Jahreszahl 1493. In der Gnadenkapelle gibt es Reste frühbarocker Malerei, in der Johannes-Nepomuk-Kapelle ein Malereifragment mit einem Bischof um 1300.
Im Langhaus ist im Triumphbogenfeld das Jüngste Gericht dargestellt. Die Malerei aus dem vierten Viertel des 13. Jahrhunderts zeigt Christus Pantokrator in der Mandorla, flankiert von Maria und hl. Johannes; links befindet sich ein Cherub mit schreitenden Seligen vor dem Paradies, während rechts der Erzengel Michael den Verdammten den Zutritt zum Paradies verwehrt. Ein Spruchband mit Stifter-Inschrift darunter stammt aus 1628.
Eine weitere Darstellung des Jüngsten Gerichts aus dem vierten Viertel des 13. Jahrhunderts im vierten Joch des nördlichen Seitenschiffs zeigt Christus als Weltenrichter mit dem Schwert der Apokalypse, flankiert von Engeln mit den Leidenswerkzeugen und angebetet von Maria und hl. Johannes.
Weitere Beispiele malerischer Ausstattung aus zwei unterschiedlichen Phasen des Mittelalters finden sich an Wand und Gewölbe im dritten und vierten Joch des nördlichen Seitenschiffs.

#### Einrichtung

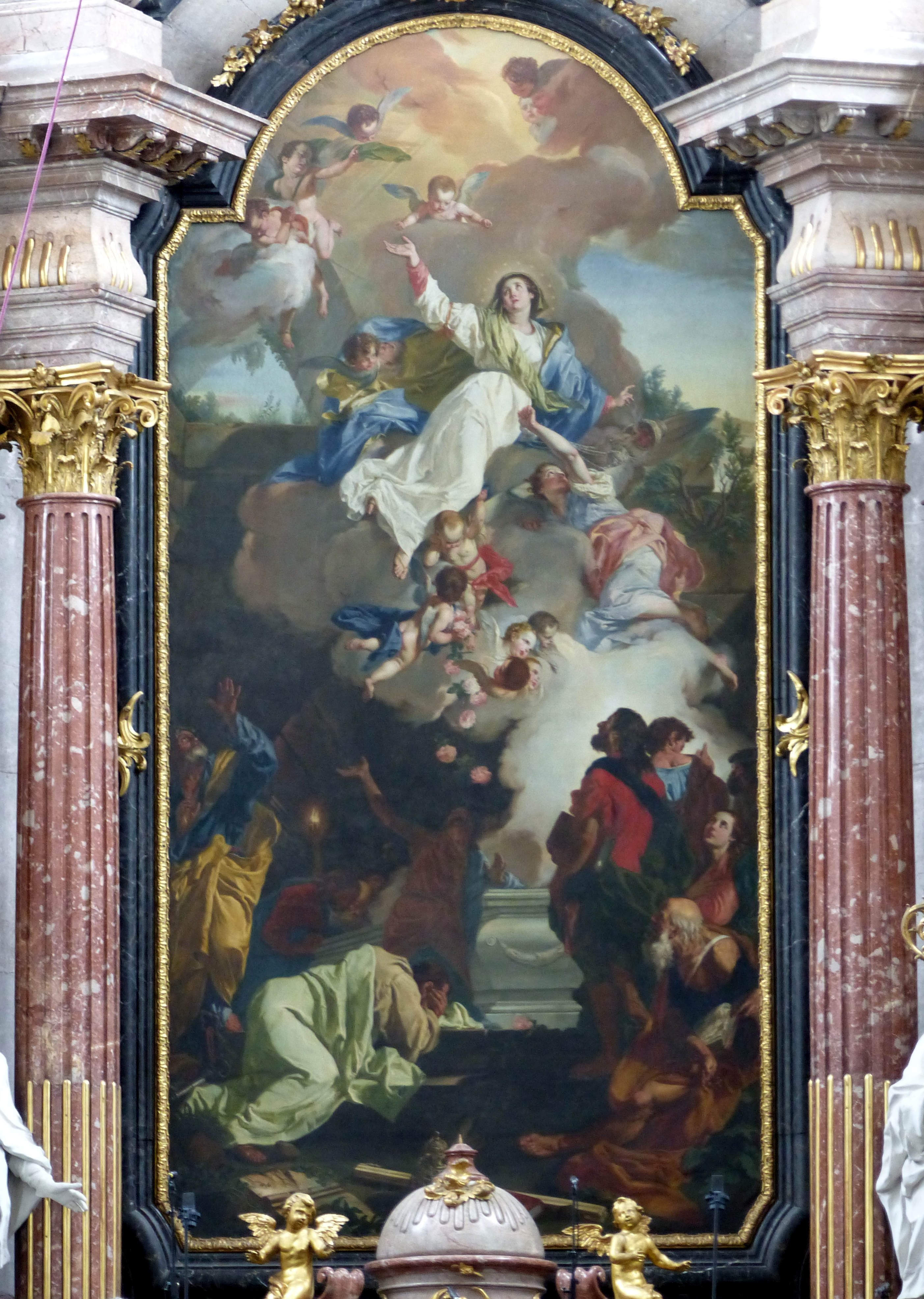
Hochaltarbild

Der spätbarocke Hochaltar besteht aus einem mächtigen Retabel, das bis in die Gewölbezone reicht. Der Gesamtentwurf sowie die Skulpturen stammen von Jakob Gabriel Mollinarolo, die Steinmetzarbeiten von Franz de Paula Götz. Das Altarbild von Gian Domenico Cignaroli zeigt die Himmelfahrt Mariens und wird flankiert von jeweils drei Marmorsäulen sowie Statuen der Heiligen Ambrosius von Mailand und Augustinus von Hippo. Ein Hochrelief zeigt Putten mit den Krönungsinsignien Marias. Der hohe zweizonige Tabernakel ist in Art einer Zentralbau-Kirchenfassade gestaltet.
Der Dom enthält zahlreiche Seitenaltäre. Jener in der Gnadenkapelle hat einen Kastenaufbau vom Ende des 17. Jahrhunderts mit einem Gnadenbild der Pietà vermutlich aus dem 16. Jahrhundert, der in der Johannes-Nepomuk-Kapelle ist ein spätbarockes Altarretabel mit Volutenpfeilern und geschwungenem Giebel, in dessen Baldachin-Nische sich eine bewegte Figurengruppe mit Johannes Nepomuk befindet.
Auch das Langhaus ist mit mehreren barocken Seitenaltären ausgestattet. 

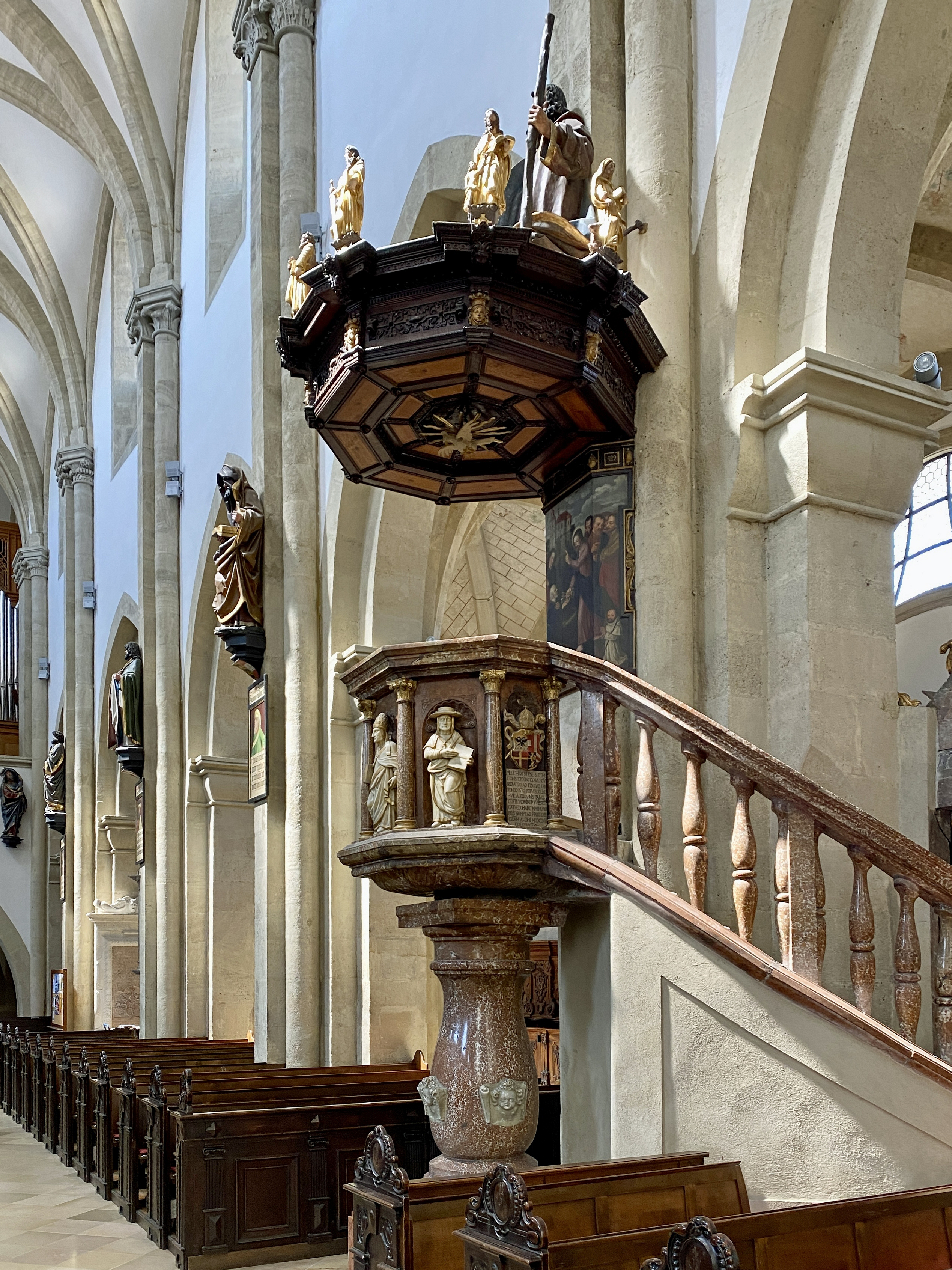
Kanzel

Am zweiten nördlichen Langhauspfeiler ist die bemerkenswerte (Dehio) marmorne Kanzel aus der Spätrenaissance (1608/09) angebracht. Auf dem quadratischen Sockel ist sie signiert I(ohannes) B(aptista) Z(elpi) F(ecit). Der achteckige Kanzelkorb ist durch korinthische Säulchen gegliedert. An der Brüstung befinden sich in Rundbogennischen Statuetten der Kirchenväter Augustinus, Ambrosius, Gregor und Hieronymus sowie die Stifter-Inschrift des Bischofs Khlesl mit Wappen. Der achteckige Schalldeckel trägt Statuetten der Heiligen Petrus und Paulus sowie der vier Evangelisten. Die Rückwand der Kanzel nimmt ein Tafelbild Schlüsselübergabe Petri mit Stifter-Inschrift Christoph Irlinger 1650 ein.

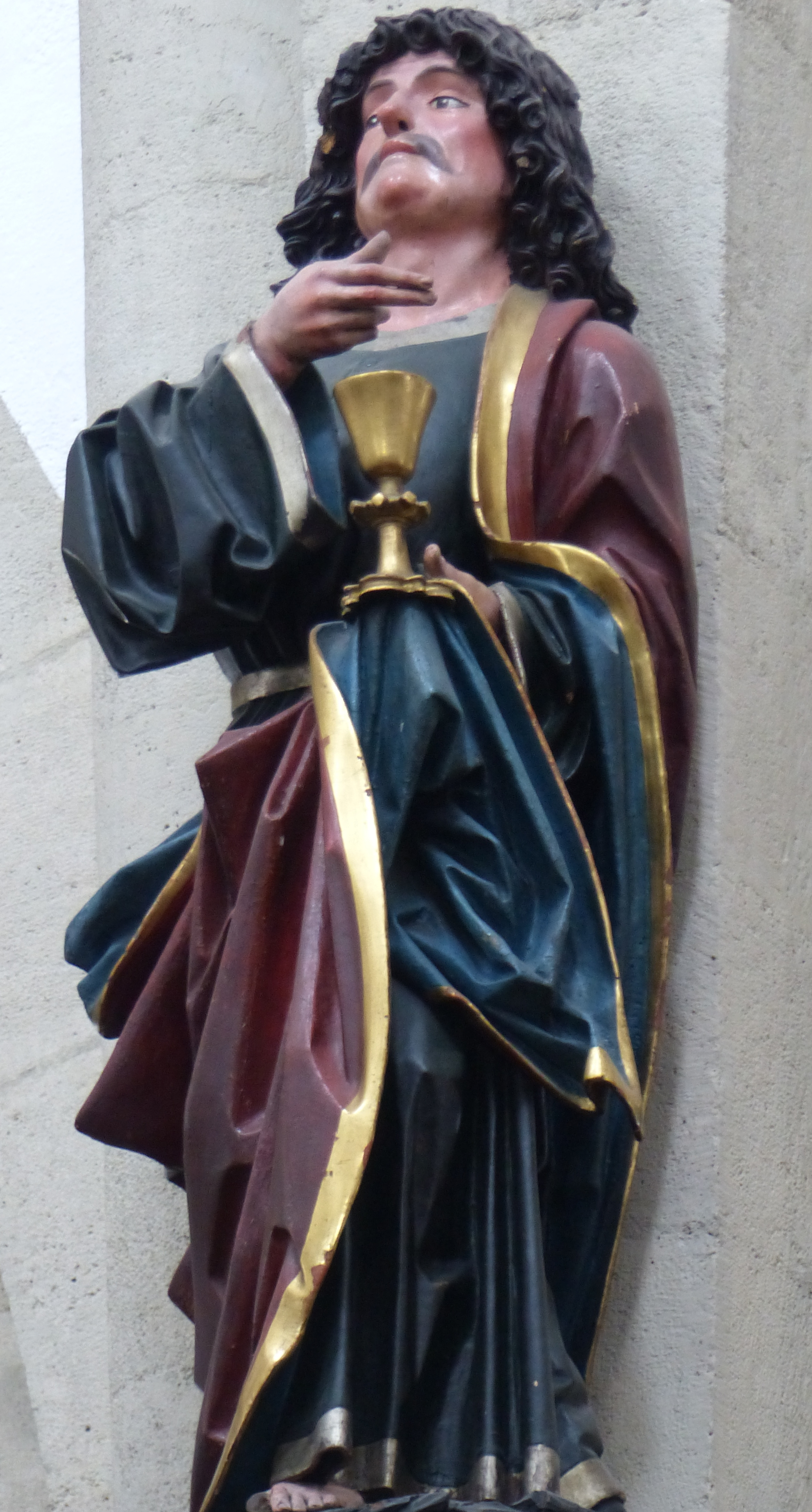
Skulptur des Apostels Johannes

Als überaus bemerkenswert (Dehio) gilt ein spätgotischer Zyklus von Statuen, die auf hölzernen Konsolen an den Pfeilern des Langhauses und an der Westempore angebracht sind. Sie stammen wohl von einer Straßburger Bildhauerwerkstatt zwischen 1477 und 1487; ob sie tatsächlich, wie traditionell zugeordnet, von Lorenz Luchsperger stammen, ist umstritten. Eine erste Restaurierung erfolgte schon 1628 durch Constantin Freudenschuß. Die überlebensgroßen Statuen stellen die Apostel sowie den Erzengel Gabriel und Maria als Verkündigungsgruppe dar. Tafelbilder unter den Statuen von zehn der Apostel (zwei Tafeln sind verloren gegangen) und unter der des Erzengels Gabriel stellen Bezüge zwischen Altem und Neuem Testament her und bezeichnen die Statuen bzw. Prophetenbildnisse. Sie werden dem Meister des Winkler-Epitaphs (um 1490) zugeschrieben.
Am nordwestlichen Vierungspfeiler ruht auf einer rechteckigen Konsole eine Darstellung des Schmerzensmannes von Thomas Strayff 1472, die sich ursprünglich an der 1937 abgerissenen Vorhalle des Brauttors befand. Über dem Nordtor befindet sich eine barocke Marienkrönungsgruppe, die im Auftrag von Bischof Franz Anton von Puchheim geschaffen wurde. Im sechsten Joch des südlichen Seitenschiffs gibt es ein Kruzifix von ca. 1500, in der Johannes-Nepomuk-Kapelle eine Pietà aus der ersten Hälfte des 18. Jahrhunderts.
Im Chor stehen zwei spätbarocke Domherrenstühle mit durchbrochenen Rankenaufsätzen und einer reliefierten Darstellung des Stadtsiegels, mit 1777 datiert. In den Seitenschiffen stehen zwei barocke Ratsherrenstühle mit Aufsätzen aus durchbrochenem Bandlwerk, bezeichnet 1721. Die Kirchenbänke mit barocken Wangen stammen aus dem dritten Viertel des 17. Jahrhunderts.
Darüber hinaus beherbergt der Dom 67 Grabdenkmäler aus dem 15. bis 18. Jahrhundert, die bis 1885 überwiegend an der südlichen Außenseite des Langhauses angebracht gewesen waren. Darunter befindet sich unter anderem an der Südwand das monumentale Epitaph des 1630 verstorbenen Kardinals Melchior Khlesl aus verschiedenen Salzburger Marmorarten und einer Porträtbüste aus weißem Marmor, zugeschrieben Giovanni Lorenzo Bernini bzw. Giuliano Finelli.

#### Orgel

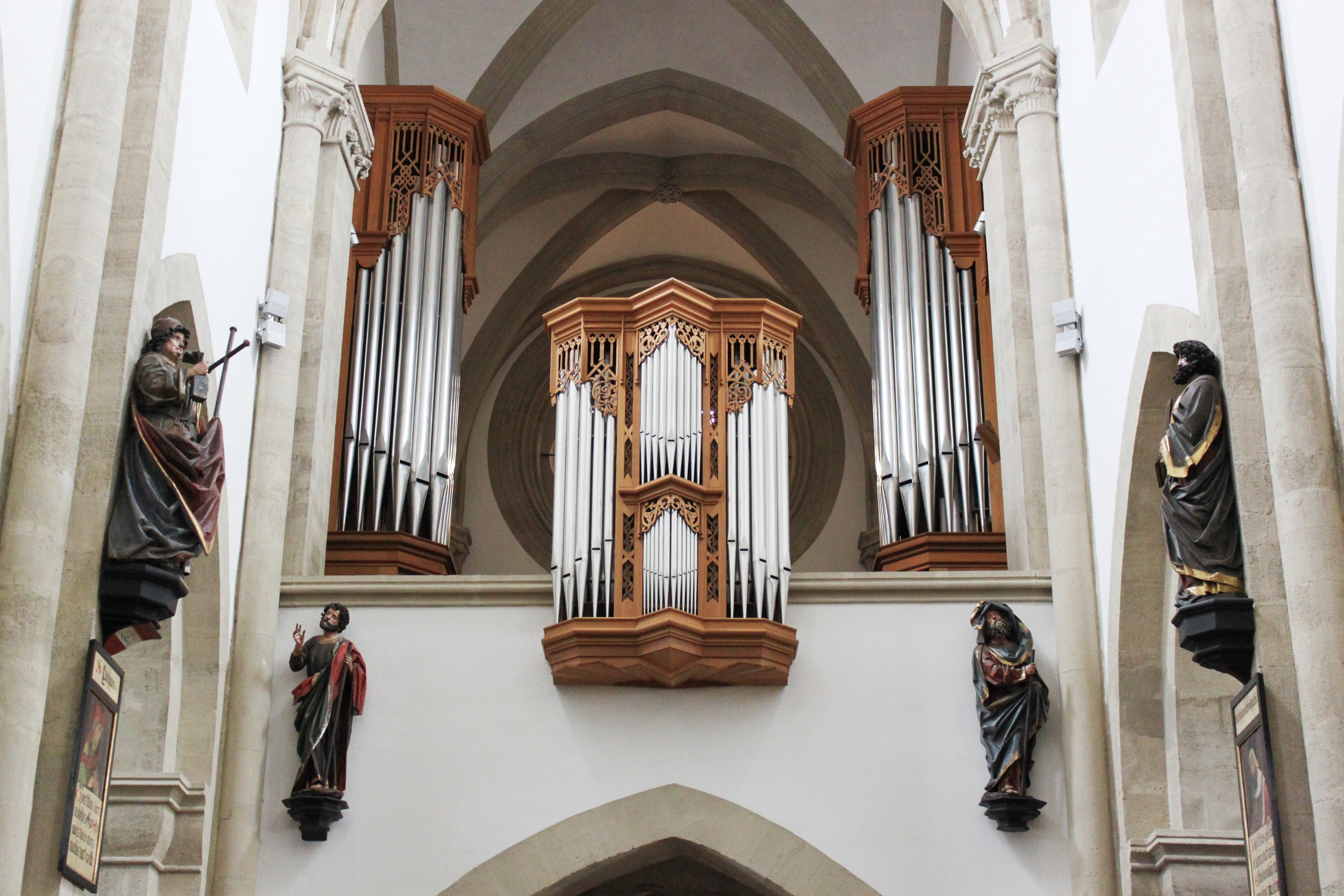
Orgel des Wiener Neustädter Doms

Die Orgel des Wiener Neustädter Doms wurde 1989 von Gerhard Hradetzky errichtet. Das Schleifladen-Instrument hat 41 Register auf drei Manualen und Pedal.
| I Hauptwerk C–    |        |
| Quintaton         | 16′    |
| Principal         | 8′     |
| Spitzflöte        | 8′     |
| Violgambe         | 8′     |
| Octav             | 4′     |
| Flöte             | 4′     |
| Quint             | 2 ⁄3′  |
| Super Octav       | 2′     |
| Terz              | 1 3⁄5′ |
| Mixtur major IV-V | 2′     |
| Mixtur minor II   | 1′     |
| Fagotto           | 8′     |
| Tremulant         |        |

| II Schwellwerk C– |        |
| Bourdon           | 16′    |
| Holzflöte         | 8′     |
| Violon-Principal  | 8′     |
| Undamaris         | 8′     |
| Diapason          | 4′     |
| Gemshorn          | 4′     |
| Nasard            | 2 ⁄3′  |
| Disdiapason       | 2′     |
| Terz              | 1 3⁄5′ |
| Mixtur IV-V       | 2′     |
| Contrafagotto     | 16′    |
| Oboe              | 8′     |
| Tremulant         |        |

| III Continuo-Werk C– |       |
| Copel                | 8′    |
| Holzflöte            | 4′    |
| Viola                | 4′    |
| Flageolet            | 2′    |
| Quint                | 1 ⁄3′ |
| Acuta                | 4⁄5′  |
| Cimbel III           | 1′    |
| Vox humana           | 8′    |
| Tremulant            |       |

| Pedalwerk C–      |       |
| Profonda acustica | 32′   |
| Principal-Bass    | 16′   |
| Sub-Bass          | 16′   |
| Octav-Bass        | 8′    |
| Gedeckt-Bass      | 8′    |
| Choral-Bass       | 4′    |
| Mixtur IV         | 2 ⁄3′ |
| Groß-Posaune      | 16′   |
| Posaune           | 8′    |

- Koppeln: II/I, III/I, I/P, II/P.

## Glocken
Das Geläut des Doms umfasst Glocken von Jakob Montell (1744), Franz Wucherer (1756; ursprünglich von Kaiser Franz I. Stephan für die Kirche der Nadelburg in Lichtenwörth gestiftet), den Nachguss einer Glocke aus der Wiener Neustädter Burg von 1617 sowie drei weitere Glocken aus 1950.

## Turmmuseum im Dom
Im Südturm des Domes werden Bilder, Dokumente und Objekte zur Baugeschichte des Domes und zu den Aufgaben der Feuerwache gezeigt.